# Wereldkampioenschap rugby 2003
Het wereldkampioenschap rugby 2003 is het vijfde wereldkampioenschap rugby. Het toernooi werd van 10 oktober tot 22 november 2003 gehouden in Australië. Aanvankelijk zou Nieuw-Zeeland mede-organisator zijn, maar na enige meningsverschillen haakte het land af. De winnaar van de Webb Ellis Cup werd het Engels rugbyteam, waarmee het het eerste land van het noordelijk halfrond is dat de wereldtitel veroverde. De winnende drop-goal werd in de laatste minuut gescoord door Jonny Wilkinson.

## Speelsteden
De 48 wedstrijden werden in elf verschillende stadions gespeeld, allemaal in Australië. Het Telstra Stadium in Sydney was met zijn capaciteit van 83.500 het grootste stadion. Hierin werd dan ook de openingswedstrijd gespeeld alsmede de halve finales, troostfinale en de finale. Er konden gemiddeld 46.011 mensen de wedstrijd volgen in het stadion. Uiteindelijk zouden er 1.837.547 mensen het stadion bezoeken, wat neerkomt op 38.282 toeschouwers per wedstrijd.
| Stad       | Stadion               | Capaciteit | Aantal wedstrijden |
| ---------- | --------------------- | ---------- | ------------------ |
| Sydney     | Telstra Stadium       | 83.500     | 7                  |
| Melbourne  | Telstra Dome          | 53.371     | 7                  |
| Brisbane   | Suncorp Stadium       | 52.500     | 9                  |
| Perth      | Subiaco Oval          | 42.922     | 5                  |
| Sydney     | Aussie Stadium        | 41.159     | 5                  |
| Adelaide   | Adelaide Oval         | 33.597     | 2                  |
| Townsville | Dairy Farmers Stadium | 24.843     | 3                  |
| Canberra   | Canberra Stadium      | 24.647     | 4                  |
| Gosford    | Central Coast Stadium | 20.119     | 3                  |
| Launceston | Aurora Stadium        | 19.891     | 1                  |
| Wollongong | WIN Stadium           | 18.484     | 2                  |

## Deelnemende landen
Van de twintig deelnemers waren de acht kwartfinalisten van het vorige wereldkampioenschap automatisch geplaatst. De overige twaalf landen kwamen uit het kwalificatietoernooi, waaraan 81 landen mee deden.
De deelnemende landen waren:
| Afrika - Namibië - Zuid-Afrika | Amerika - Argentinië - Canada - Uruguay - Verenigde Staten | Azië - Japan | Europa - Engeland - Frankrijk - Georgië - Ierland - Italië - Roemenië - Schotland - Wales | Oceanië - Australië - Fiji - Nieuw-Zeeland - Samoa - Tonga |

## Groepsfase
De twintig deelnemende landen werden verdeeld over vier groepen van elk vijf teams. Een winstpartij leverde vier punten op, een gelijkspel twee punten en een verlies geen punten. Voor het eerst op een wereldkampioenschap konden bonuspunten verdiend worden. Als men in één wedstrijd vier of meer try's scoort verdient men een bonuspunt. Er wordt ook een bonuspunt gegeven aan een land dat met minder dan zeven punten een wedstrijd verliest. De beste twee landen van elke groep gingen door naar de kwartfinales.
Een try leverde vijf punten, een conversie twee, een penalty drie en een drop-goal drie.

### Groep A
| Plaats | Land       | Wedstrijden | Wedstrijden | Wedstrijden | Wedstrijden | Doelpunten | Doelpunten | Doelpunten | Bonus punten | Punten |
| Plaats | Land       | gespeeld    | winst       | gelijk      | verlies     | voor       | tegen      | saldo      | Bonus punten | Punten |
| ------ | ---------- | ----------- | ----------- | ----------- | ----------- | ---------- | ---------- | ---------- | ------------ | ------ |
| 1      | Australië  | 4           | 4           | 0           | 0           | 273        | 32         | 241        | 2            | 18     |
| 2      | Ierland    | 4           | 3           | 0           | 1           | 141        | 55         | 86         | 3            | 15     |
| 3      | Argentinië | 4           | 2           | 0           | 2           | 140        | 57         | 83         | 3            | 11     |
| 4      | Roemenië   | 4           | 1           | 0           | 3           | 65         | 192        | -127       | 1            | 5      |
| 5      | Namibië    | 4           | 0           | 0           | 4           | 28         | 310        | -282       | 0            | 0      |

| Datum      |            | Uitslag |            | Stadion               | Plaats     |
| ---------- | ---------- | ------- | ---------- | --------------------- | ---------- |
| 10 oktober | Australië  | 24–8    | Argentinië | Telstra Stadium       | Sydney     |
| 11 oktober | Ierland    | 45–17   | Roemenië   | Central Coast Stadium | Gosford    |
| 14 oktober | Argentinië | 67–14   | Namibië    | Central Coast Stadium | Gosford    |
| 18 oktober | Australië  | 90–8    | Roemenië   | Suncorp Stadium       | Brisbane   |
| 19 oktober | Ierland    | 64–7    | Namibië    | Aussie Stadium        | Sydney     |
| 22 oktober | Argentinië | 50–3    | Roemenië   | Aussie Stadium        | Sydney     |
| 25 oktober | Australië  | 142–0   | Namibië    | Adelaide Oval         | Adelaide   |
| 26 oktober | Argentinië | 15–16   | Ierland    | Adelaide Oval         | Adelaide   |
| 30 oktober | Roemenië   | 37–7    | Namibië    | Aurora Stadium        | Launceston |
| 1 november | Australië  | 17–16   | Ierland    | Telstra Dome          | Melbourne  |

### Groep B
| Plaats | Land             | Wedstrijden | Wedstrijden | Wedstrijden | Wedstrijden | Doelpunten | Doelpunten | Doelpunten | Bonus punten | Punten |
| Plaats | Land             | gespeeld    | winst       | gelijk      | verlies     | voor       | tegen      | saldo      | Bonus punten | Punten |
| ------ | ---------------- | ----------- | ----------- | ----------- | ----------- | ---------- | ---------- | ---------- | ------------ | ------ |
| 1      | Frankrijk        | 4           | 4           | 0           | 0           | 204        | 70         | 134        | 4            | 20     |
| 2      | Schotland        | 4           | 3           | 0           | 1           | 102        | 97         | 5          | 2            | 14     |
| 3      | Fiji             | 4           | 2           | 0           | 2           | 98         | 112        | -14        | 1            | 9      |
| 4      | Verenigde Staten | 4           | 1           | 0           | 3           | 86         | 125        | -39        | 2            | 6      |
| 5      | Japan            | 4           | 0           | 0           | 4           | 79         | 163        | -84        | 0            | 0      |

| Datum      |           | Uitslag |                  | Stadion               | Plaats     |
| ---------- | --------- | ------- | ---------------- | --------------------- | ---------- |
| 11 oktober | Frankrijk | 61–18   | Fiji             | Suncorp Stadium       | Brisbane   |
| 12 oktober | Schotland | 32–11   | Japan            | Dairy Farmers Stadium | Townsville |
| 15 oktober | Fiji      | 19–18   | Verenigde Staten | Suncorp Stadium       | Brisbane   |
| 17 oktober | Frankrijk | 51–29   | Japan            | Dairy Farmers Stadium | Townsville |
| 20 oktober | Schotland | 39–15   | Verenigde Staten | Suncorp Stadium       | Brisbane   |
| 23 oktober | Fiji      | 41–13   | Japan            | Dairy Farmers Stadium | Townsville |
| 25 oktober | Frankrijk | 51–9    | Schotland        | Telstra Stadium       | Sydney     |
| 27 oktober | Japan     | 26–39   | Verenigde Staten | Central Coast Stadium | Gosford    |
| 31 oktober | Frankrijk | 41–14   | Verenigde Staten | WIN Stadium           | Wollongong |
| 1 november | Schotland | 53–37   | Fiji             | Aussie Stadium        | Sydney     |

### Groep C
| Plaats | Land        | Wedstrijden | Wedstrijden | Wedstrijden | Wedstrijden | Doelpunten | Doelpunten | Doelpunten | Bonus punten | Punten |
| Plaats | Land        | gespeeld    | winst       | gelijk      | verlies     | voor       | tegen      | saldo      | Bonus punten | Punten |
| ------ | ----------- | ----------- | ----------- | ----------- | ----------- | ---------- | ---------- | ---------- | ------------ | ------ |
| 1      | Engeland    | 4           | 4           | 0           | 0           | 255        | 47         | 208        | 3            | 19     |
| 2      | Zuid-Afrika | 4           | 3           | 0           | 1           | 184        | 60         | 124        | 3            | 15     |
| 3      | Samoa       | 4           | 2           | 0           | 2           | 138        | 117        | 21         | 2            | 10     |
| 4      | Uruguay     | 4           | 1           | 0           | 3           | 56         | 255        | -199       | 0            | 4      |
| 5      | Georgië     | 4           | 0           | 0           | 4           | 46         | 200        | -154       | 0            | 0      |

| Datum      |             | Uitslag |          | Stadion         | Plaats    |
| ---------- | ----------- | ------- | -------- | --------------- | --------- |
| 11 oktober | Zuid-Afrika | 72–6    | Uruguay  | Subiaco Oval    | Perth     |
| 12 oktober | Engeland    | 84–6    | Georgië  | Subiaco Oval    | Perth     |
| 15 oktober | Samoa       | 60–13   | Uruguay  | Subiaco Oval    | Perth     |
| 18 oktober | Zuid-Afrika | 6–25    | Engeland | Subiaco Oval    | Perth     |
| 19 oktober | Georgië     | 9–46    | Samoa    | Subiaco Oval    | Perth     |
| 24 oktober | Zuid-Afrika | 46–19   | Georgië  | Aussie Stadium  | Sydney    |
| 26 oktober | Engeland    | 35–22   | Samoa    | Telstra Dome    | Melbourne |
| 28 oktober | Georgië     | 12–24   | Uruguay  | Aussie Stadium  | Sydney    |
| 1 november | Zuid-Afrika | 60–10   | Samoa    | Suncorp Stadium | Brisbane  |
| 2 november | Engeland    | 111–13  | Uruguay  | Suncorp Stadium | Brisbane  |

### Groep D
| Plaats | Land          | Wedstrijden | Wedstrijden | Wedstrijden | Wedstrijden | Doelpunten | Doelpunten | Doelpunten | Bonus punten | Punten |
| Plaats | Land          | gespeeld    | winst       | gelijk      | verlies     | voor       | tegen      | saldo      | Bonus punten | Punten |
| ------ | ------------- | ----------- | ----------- | ----------- | ----------- | ---------- | ---------- | ---------- | ------------ | ------ |
| 1      | Nieuw-Zeeland | 4           | 4           | 0           | 0           | 282        | 57         | 225        | 4            | 20     |
| 2      | Wales         | 4           | 3           | 0           | 1           | 132        | 98         | 34         | 2            | 14     |
| 3      | Italië        | 4           | 2           | 0           | 2           | 76         | 124        | -48        | 0            | 8      |
| 4      | Canada        | 4           | 1           | 0           | 3           | 54         | 135        | -81        | 1            | 5      |
| 5      | Tonga         | 4           | 0           | 0           | 4           | 46         | 178        | -132       | 1            | 1      |

| Datum      |               | Uitslag |        | Stadion          | Plaats     |
| ---------- | ------------- | ------- | ------ | ---------------- | ---------- |
| 11 oktober | Nieuw-Zeeland | 70–7    | Italië | Telstra Dome     | Melbourne  |
| 12 oktober | Wales         | 41–10   | Canada | Telstra Dome     | Melbourne  |
| 15 oktober | Italië        | 26–12   | Tonga  | Canberra Stadium | Canberra   |
| 17 oktober | Nieuw-Zeeland | 68–6    | Canada | Telstra Dome     | Melbourne  |
| 19 oktober | Wales         | 27–20   | Tonga  | Canberra Stadium | Canberra   |
| 21 oktober | Italië        | 19–14   | Canada | Canberra Stadium | Canberra   |
| 24 oktober | Nieuw-Zeeland | 91–7    | Tonga  | Suncorp Stadium  | Brisbane   |
| 25 oktober | Italië        | 15–27   | Wales  | Canberra Stadium | Canberra   |
| 29 oktober | Canada        | 24–7    | Tonga  | WIN Stadium      | Wollongong |
| 2 november | Nieuw-Zeeland | 53–37   | Wales  | Telstra Stadium  | Sydney     |

## Knock-outfase
|  | kwartfinale                            | kwartfinale                           |                                       |    | halve finale                          | halve finale                          |    |  | finale | finale |
|  |                                        |                                       |                                       |    |                                       |                                       |    |  |        |        |
|  | 8 november - Telstra Dome, Melbourne   |                                       |                                       |    |                                       |                                       |    |  |        |        |
|  |                                        |                                       |                                       |    |                                       |                                       |    |  |        |        |
|  | Nieuw-Zeeland                          | 29                                    |                                       |    |                                       |                                       |    |  |        |        |
|  | Nieuw-Zeeland                          | 29                                    | 15 november - Telstra Stadium, Sydney |    |                                       |                                       |    |  |        |        |
|  | Zuid-Afrika                            | 9                                     |                                       |    |                                       |                                       |    |  |        |        |
|  | Zuid-Afrika                            | 9                                     | Nieuw-Zeeland                         | 10 |                                       |                                       |    |  |        |        |
|  | 8 november - Suncorp Stadium, Brisbane |                                       | Nieuw-Zeeland                         | 10 |                                       |                                       |    |  |        |        |
|  |                                        | Australië                             | 22                                    |    |                                       |                                       |    |  |        |        |
|  | Australië                              | Australië                             | 22                                    | 33 |                                       |                                       |    |  |        |        |
|  | Australië                              |                                       | 22 november - Telstra Stadium, Sydney | 33 |                                       |                                       |    |  |        |        |
|  | Schotland                              | 16                                    |                                       |    |                                       |                                       |    |  |        |        |
|  | Schotland                              | 16                                    | Australië                             | 17 |                                       |                                       |    |  |        |        |
|  | 9 november - Telstra Dome, Melbourne   |                                       | Australië                             | 17 |                                       |                                       |    |  |        |        |
|  |                                        | Engeland                              | 20                                    |    |                                       |                                       |    |  |        |        |
|  | Frankrijk                              | Engeland                              | 20                                    | 43 |                                       |                                       |    |  |        |        |
|  | Frankrijk                              | 16 november - Telstra Stadium, Sydney |                                       | 43 |                                       |                                       |    |  |        |        |
|  | Ierland                                | 21                                    |                                       |    |                                       |                                       |    |  |        |        |
|  | Ierland                                | 21                                    | Frankrijk                             | 7  | derde plaats                          | derde plaats                          |    |  |        |        |
|  | 9 november - Suncorp Stadium, Brisbane |                                       | Frankrijk                             | 7  | derde plaats                          | derde plaats                          |    |  |        |        |
|  |                                        | Engeland                              | 24                                    |    | 20 november - Telstra Stadium, Sydney | 20 november - Telstra Stadium, Sydney |    |  |        |        |
|  | Engeland                               | Engeland                              | 24                                    | 28 | 20 november - Telstra Stadium, Sydney | 20 november - Telstra Stadium, Sydney |    |  |        |        |
|  | Engeland                               |                                       |                                       |    |                                       | Nieuw-Zeeland                         | 40 |  |        |        |
|  | Wales                                  | 17                                    |                                       |    |                                       | Nieuw-Zeeland                         | 40 |  |        |        |
|  | Wales                                  | 17                                    | Frankrijk                             | 13 |                                       |                                       |    |  |        |        |
|  |                                        |                                       | Frankrijk                             | 13 |                                       |                                       |    |  |        |        |

| 2003 Wereldkampioen rugby |
| ------------------------- |
| ENGELAND Eerste titel     |

## Topscorers

### In punten
Er zijn in totaal 2834 punten gescoord, dit is gemiddeld 59 per wedstrijd. De Engelsman Jonny Wilkinson werd topscorer met 113 punten.
| Naam              | Land             | Punten |
| ----------------- | ---------------- | ------ |
| Jonny Wilkinson   | Engeland         | 113    |
| Frédéric Michalak | Frankrijk        | 103    |
| Elton Flatley     | Australië        | 100    |
| Leon MacDonald    | Nieuw-Zeeland    | 75     |
| Chris Paterson    | Schotland        | 71     |
| Matt Rogers       | Australië        | 57     |
| Mike Hercus       | Verenigde Staten | 51     |
| Rima Wakarua      | Italië           | 50     |

### In try's
Er zijn in totaal 332 try's gescoord, dit is gemiddeld 7 per wedstrijd.
| Naam           | Land          | Try's |
| -------------- | ------------- | ----- |
| Doug Howlett   | Nieuw-Zeeland | 7     |
| Mils Muliaina  | Nieuw-Zeeland | 7     |
| Joe Rokocoko   | Nieuw-Zeeland | 6     |
| Will Greenwood | Engeland      | 5     |
| Josh Lewsey    | Engeland      | 5     |
| Chris Latham   | Australië     | 5     |
| Matt Rogers    | Australië     | 5     |
| Lote Tuqiri    | Australië     | 5     |

1987 · 
1991 · 
1995 · 
1999 · 
2003 · 
2007 · 
2011 · 
2015 · 
2019 · 
2023 · 
2027 · 
2031